# Angelina Jordan
Angelina Jordan Astar (Oslo, 10 de janeiro de 2006), também conhecida como Angelina, é uma cantora norueguesa. 
Em 2014, impressionou os jurados do "Norway's Got Talent", cantando a canção "Gloomy Sunday" da cantora Billie Holiday. Angelina venceu o concurso tornando-se fenômeno da mídia, com artigos na People, Time, e outras publicações.
Em setembro de 2014 cantou "Fly Me to the Moon" no programa The View.